# Metropolregion Warner Robins
Die Metropolregion Warner Robins (engl.: Warner Robins metropolitan area) ist eine Metropolregion im Zentrum des US-Bundesstaates Georgia. Sie stellt eine durch das Office of Management and Budget definierte Metropolitan Statistical Area (MSA) dar und umfasst die Countys Houston, Peach und Pulaski. Den Mittelpunkt des Verdichtungsgebietes stellt die Stadt Warner Robins dar.
Zum Zeitpunkt der Volkszählung von 2020 hatte das Gebiet 191.614 Einwohner.